# آن ماري هيرست
آن ماري هيرست (بالإنجليزية: Anne-Marie Hurst)‏ هي مغنية بريطانية، ولدت في القرن العشرين.

## وصلات خارجية
- آن ماري هيرست على موقع ميوزك برينز (الإنجليزية)
- آن ماري هيرست على موقع ديسكوغز (الإنجليزية)